# تامارا تیشکوویچ
تامارا تیشکوویچ ((به بلاروسی: Тамара Андрэеўна Тышкевіч)؛ ۳۱ مارس ۱۹۳۱ – ۲۷ دسامبر ۱۹۹۷) پرتاب‌گر وزنه زن اهل اتحاد جماهیر شوروی سوسیالیستی بود.
وی در مسابقات کشوری و بین‌المللی در مجموع برندهٔ ۱ مدال طلا، ۱ مدال نقره، ۱ مدال برنز شده‌است.